# Obervorschütz
Obervorschütz is een plaats in de Duitse gemeente Gudensberg, deelstaat Hessen, en telt 1400 inwoners (2005-12-00).

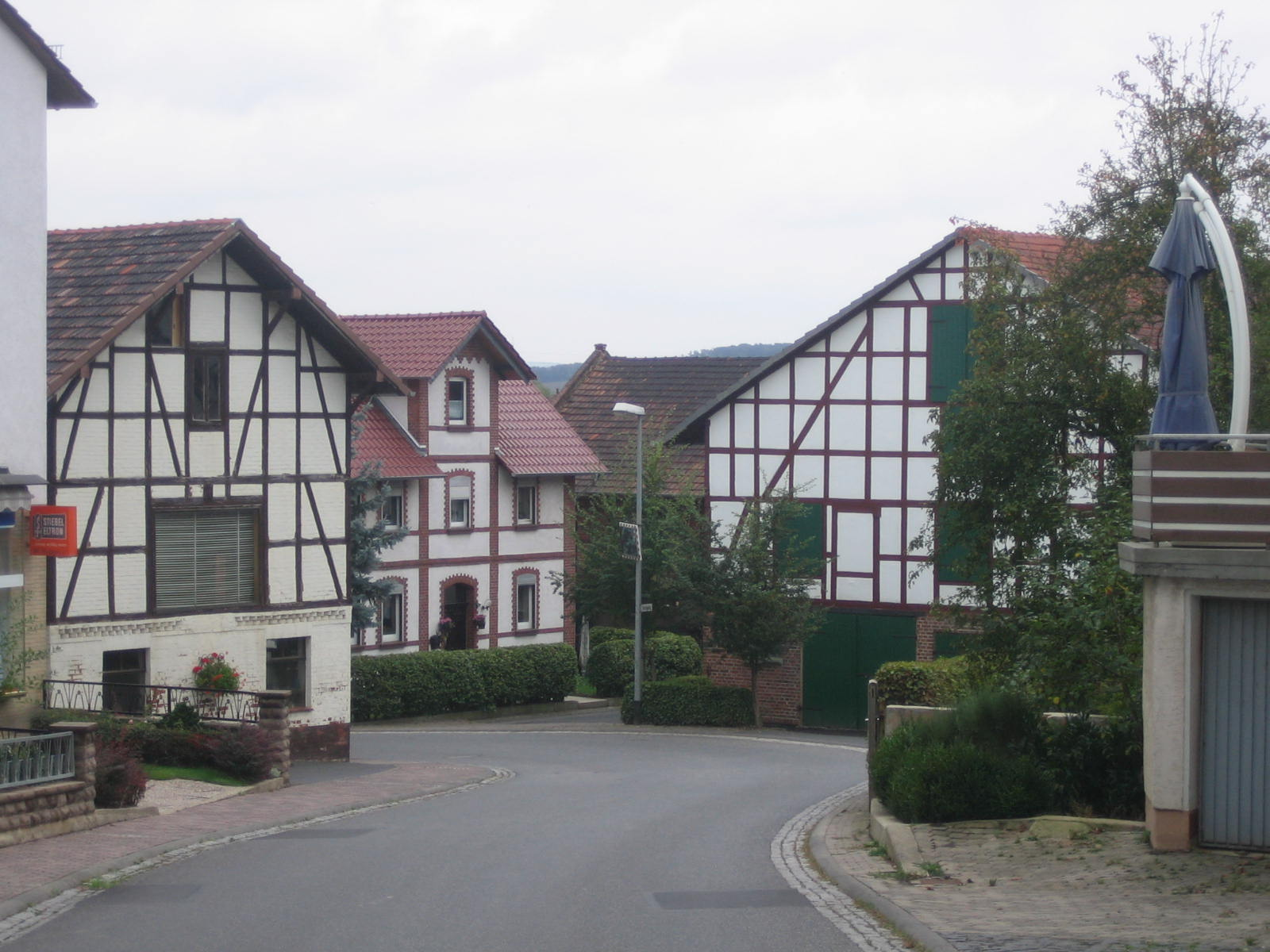
Vakwerkhuizen in Obervorschütz
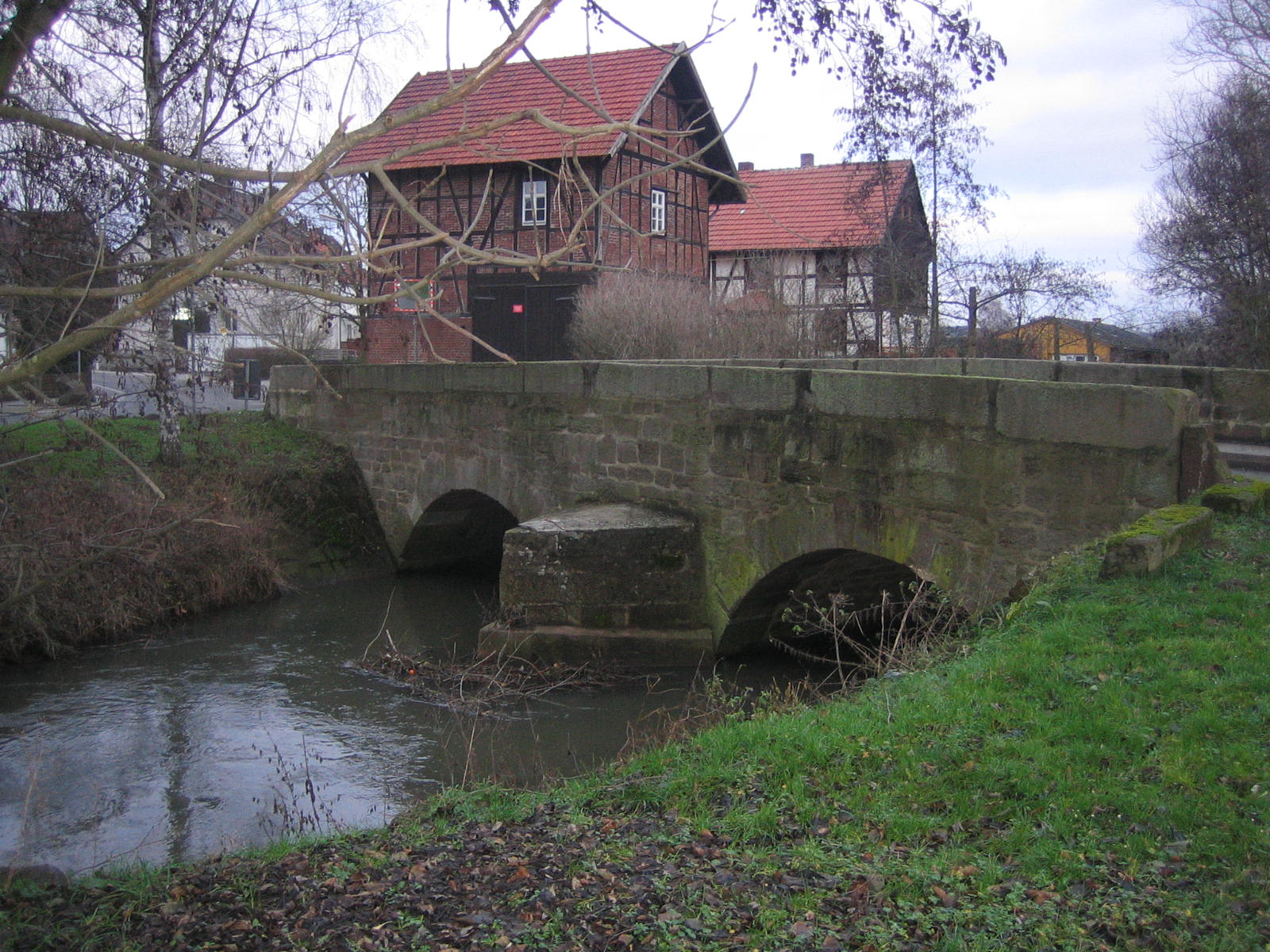
Emsbachbrug